# Матей (евангелист)
Вижте пояснителната страница за други значения на Матей.
Матей е един от 12-те апостоли и автор на първото от четирите канонични Евангелия (Евангелие от Матей). Като светец се празнува от Православната църква на 16 ноември, а от Римско-католическата църква на 21 септември.
Матей е роден в гр. Капернаум, Галилея, където е работил като събирач на данъци (митар) за властника на Галилея - Ирод Антипа. Според Евангелието от Матей (Мат. 9:9) на брега на Тивериадското езеро, там, където се събирали данъците, Иисус Христос се спрял, призовал Матей да върви след него и той го последвал, като станал един от неговите дванадесет ученици. Осем години след Възнесението по молба на йерусалимските християни Матей написал своето евангелие, в което разказва за живота и делото на Иисус Христос.
По преданието проповядва на евреите в Йерусалим, след това в Персия и Етиопия. Умира като мъченик.
Изобразява се от 4 век символично в тетраморфа като човек (по блаж. Йероним) или ангел (по Григорий Турски).